# Mariánna Zaharíadi
Mariánna Zaharíadi (in greco Μαριάννα Ζαχαριάδη?; 25 febbraio 1990 – 29 aprile 2013) è stata un'astista greca naturalizzata cipriota.

## Carriera
All'età di 19 anni si aggiudicò la medaglia d'argento nella prova di salto con l'asta dei XVI Giochi del Mediterraneo, tenutisi nel 2009 a Pescara, con la misura di 4,45 m). Nello stesso anno, si piazzò undicesima nel gruppo A di qualificazione alla finale di salto con l'asta femminile ai Campionati del mondo di atletica leggera disputatisi a Berlino, fallendone quindi l'accesso.
Nel 2011 le fu diagnosticato il linfoma di Hodgkin, che la portò ad una morte precoce il 29 aprile 2013, all'età di soli 23 anni.

## Progressione

### Salto con l'asta
| Stagione | Misura | Luogo    | Data       | Rank. Mond. |
| -------- | ------ | -------- | ---------- | ----------- |
| 2010     | 4,40 m | Delhi    | 12-10-2010 | -           |
| 2009     | 4,45 m | Pescara  | 30-6-2009  | -           |
| 2008     | 4,20 m | Katerini | 23-6-2008  | -           |
| 2007     | 4,20 m | Atene    | 23-6-2007  | -           |
| 2006     | 3,80 m | Atene    | 8-7-2006   | -           |

### Salto con l'asta indoor
| Stagione | Misura | Luogo    | Data      | Rank. Mond. |
| -------- | ------ | -------- | --------- | ----------- |
| 2010     | 4,35 m | Doha     | 12-3-2010 | -           |
| 2010     | 4,35 m | Paiania  | 27-2-2010 | -           |
| 2010     | 4,35 m | Paiania  | 13-2-2010 | -           |
| 2009     | 4,41 m | Il Pireo | 21-2-2009 | -           |
| 2008     | 4,00 m | Paiania  | 23-2-2008 | -           |
| 2008     | 4,00 m | Paiania  | 16-2-2008 | -           |

## Palmarès
| Anno | Manifestazione          | Sede       | Evento           | Risultato      | Prestazione | Note                          |
| ---- | ----------------------- | ---------- | ---------------- | -------------- | ----------- | ----------------------------- |
| 2007 | Mondiali allievi        | Ostrava    | Salto con l'asta | 5ª             | 4,05 m      |                               |
| 2007 | Europei juniores        | Hengelo    | Salto con l'asta | 9ª             | 4,10 m      |                               |
| 2009 | Europei indoor          | Torino     | Salto con l'asta | Qualificazione | 4,35 m      |                               |
| 2009 | Giochi del Mediterraneo | Pescara    | Salto con l'asta | Argento        | 4,45 m      | Miglior prestazione personale |
| 2009 | Mondiali                | Berlino    | Salto con l'asta | 24ª (q)        | 4,25 m      |                               |
| 2010 | Mondiali indoor         | Doha       | Salto con l'asta | Qualificazione | 4,35 m      |                               |
| 2010 | Europei                 | Barcellona | Salto con l'asta | Qualificazione | 4,25 m      |                               |
| 2010 | Giochi del Commonwealth | Delhi      | Salto con l'asta | Argento        | 4,40 m      |                               |